# Antoni Natalis
Antoni Natalis (Antonius Natalis) va ser un cavaller romà.
Era un dels amics de Gai Calpurni Pisó que quan aquest va conspirar contra l'emperador Neró, va ser detingut (any 66) i sotmès a tortura i va revelar el nom dels principals conspiradors, mercès al qual es va poder escapar del càstig.